# Lapithea capitata
Lapithea capitata là một loài thực vật có hoa trong họ Long đởm. Loài này được (Raf.) Small mô tả khoa học đầu tiên năm 1933.